# Манжосівка
Манжо́сівка —  село в Україні, у Прилуцькому районі Чернігівської області. Населення становить 1058 осіб. Входить до складу Сухополов'янської сільської громади.

## Історія
Вперше згадується 1707 року. Манжосівка входила до складу полкової сотні Прилуцького полку, належала до Прилуцького повіту (1782–1923) та до Прилуцького району Прилуцького округу (1923–30) і Чернігівської області (з 1932). Вільне військове село, «до Ратуші Прилуцької прислушаюче». Гетьман Іван Мазепа в кінці 17 ст. надав його військовому товаришеві Остапу Маценку, після смерті якого селом володів війс. т. Іван Шкурат.
На поч. 18 ст. прилуцький полковник Дмитро Горленко передав Манжосівку полковому підосавулу Мартину Рижому; пізніше Манжосівка перейшла до Семена Портянки, що змінив Мартина Рижого на посаді підосавула. У 1707 році Дмитро Горленко передав Манжосівку полковому писарю Гнату Лисаневичу, у якого гетьман Іван Скоропадський село 1709 року відібрав і віддав б.т. Степану Тарновському. У 1737 році — 44 господарства селян, 9 господарств козаків (2 виборних, 7 підпомічників); селом володіла вдова Степана Тарновського Агафія, а пізніше — її син генеральний бунчужний Яків Тарновський.
Найдавніше знаходження на мапах — 1869 рік. 
У 1780 році — 37 дворів (42 хати) селян, 2 двори (3 хати) козаків. 1797 року налічувалося 220 душ чол. статі податного населення. Губернський секретар Яків Тарновський залишався власником Манжосівки і в 1810 році; в цей час в селі мешкали 208 ревіз. душ селян і 12 душ чол. статі козаків. У 19 ст. поміщиками Манжосівки були нащадки Я. Тарновського. У 1859 році — 81 двір, 429 ж. Манжосівка входила до Прилуцької волості 3–го стану, була приписана до парафії церкви Параскеви с. Дідовець. У 1886 році в Манжосівці — 102 двори селян власників, які входили до 2–ї Тарновської сільської громади, 5 дворів козаків, 109 хат, 620 жителів. У 1910 році — 123 господарства, з них козаків — 6, селян — 116, євреїв — 1, налічувалось 654 жителі, у т.ч. 2 тесляри, 3 кравці, 1 швець, 2 столяри, 1 слюсар, 6 ткачів, 53 поденники, 10 займалися інтелігентними та 105 іншими неземлеробськими заняттями, все інше доросле населення займалося землеробством. 578 десятин придатної землі. Діяла церковнопарафіяльна школа. У 1923–1930 роках Манжосівка підпорядковувалася Дідовецькій сільраді.
У 1925 році (разом з хутором Калишівка - 359 мешканців у 1926 році) — 270 дворів, 1147 ж.; 1930 — 281 двір, 1228 жителів. У 1930 році в селі організовано с.–г. артіль «9 січня». У 1944 році в Манжосівці — 315 дворів, 1361 житель. 1951 року колгосп «9 січня» об'єднував 247 дворів (403 чол. працездатних), мав 1223 га землі (655 га орної), коней — 52, в.р.х. — 145 голів. Цього ж року колгоспи ім. Будьонного (Дідівці), «9 січня» (Манжосівка) і «Новий шлях» (Єгорівка) об'єднані в один колгосп ім. Будьонного, перейменований у 1950-х роках на колгосп «9 січня», пізніше — в колгосп «Росія». 2000 року пайове колективне господарство «Росія» було реорганізоване в СТОВ «Росія». У 2006 році суд визнав його банкрутом, того ж року припинено державну реєстрацію СТОВ «Росія».
У 1961 в початкоій школі навчалося 79 учнів (4 працівники).

## Сучасність
Тепер у селі — центральна садиба пайгоспу «Росія» (з 1992), до якого входять відділення в селах Дідівці і Єгорівка (2225 га землі, у т.ч. 1357,7 га орної), АТС, середня школа (1990) (317 учнів, 35 педпрацівників; 1994) зі спортзалом і музеєм, Районний будинок культури на 420 місць, бібліотека (40 тис. од. зб.), діюча кам'яна Різдва Богородиці (з 1991) церква, 4 магазини, кафе; село газифіковане (1990). У Манжосівці (рідному селі батька) в 20–х рр. пройшли дитячі роки українського письменника Валентина Бичка. Тут він у 12 років надрукував свою першу замітку в газеті «Правда Прилуччини». Спогади про ті роки лягли в основу його повісті «Благословлялося на світ» (1966–1968).
У 1989 році відкрито меморіал на честь воїнів–односельців, загиблих (96 чол.) на фронтах Другої світової війни.
Село Манжосівка розташоване на автотрасі Київ–Суми. Неподалік від села розташована Бакумова гора.
До 2019 року орган місцевого самоврядування — Дідовецька сільська рада.

## Населення

### Мова
Розподіл населення за рідною мовою за даними перепису 2001 року:
| Мова       | Кількість | Відсоток |
| ---------- | --------- | -------- |
| українська | 1039      | 98.2%    |
| російська  | 19        | 1.8%     |
| Усього     | 1058      | 100%     |

## Видатні люди
- Івахненко Олександр Іванович (1949, Манжосівка) — український художник.
- Леут (Леута) Леонід Іванович — контр-адмірал флоту -(проживав і помер у м. Ленінград (С.Петербург)] П75).